# Louis Desmet
Louis Desmet, född 5 januari 1930, död 6 juni 2001, var en friidrottare från Belgien. Han deltog vid olympiska sommarspelen 1952.